# Barchessa di villa Badoer detta "La Rotonda"
La barchessa di villa Badoer detta "La Rotonda" è uno dei più rilevanti esempi architettonici del periodo delle ville venete. Sorge a Badoere di Morgano, in provincia di Treviso.
Si tratta di un lungo porticato che si articola in due emicicli interrotti dal passaggio di una strada pubblica (SP 68 "di Istrana"). All'interno è racchiuso un ampio spazio circolare (piazza Indipendenza) che costituisce il cuore del paese.
L'edificio di ponente è la parte "nobile" del complesso; in origine se ne attribuiva il progetto a Giorgio Massari, ma studi più recenti propendono per un architetto riccatiano, forse Francesco Maria Preti. L'altro ha invece linee più spartane, pur completando armonicamente il complesso. Queste differenze sono alla base delle diverse destinazioni d'uso: la barchessa occidentale ospitava esercizi commerciali, mentre quella orientale costituiva gli alloggi dei braccianti.
Il complesso si conclude con la chiesetta di Sant'Antonio (1645).

## Storia

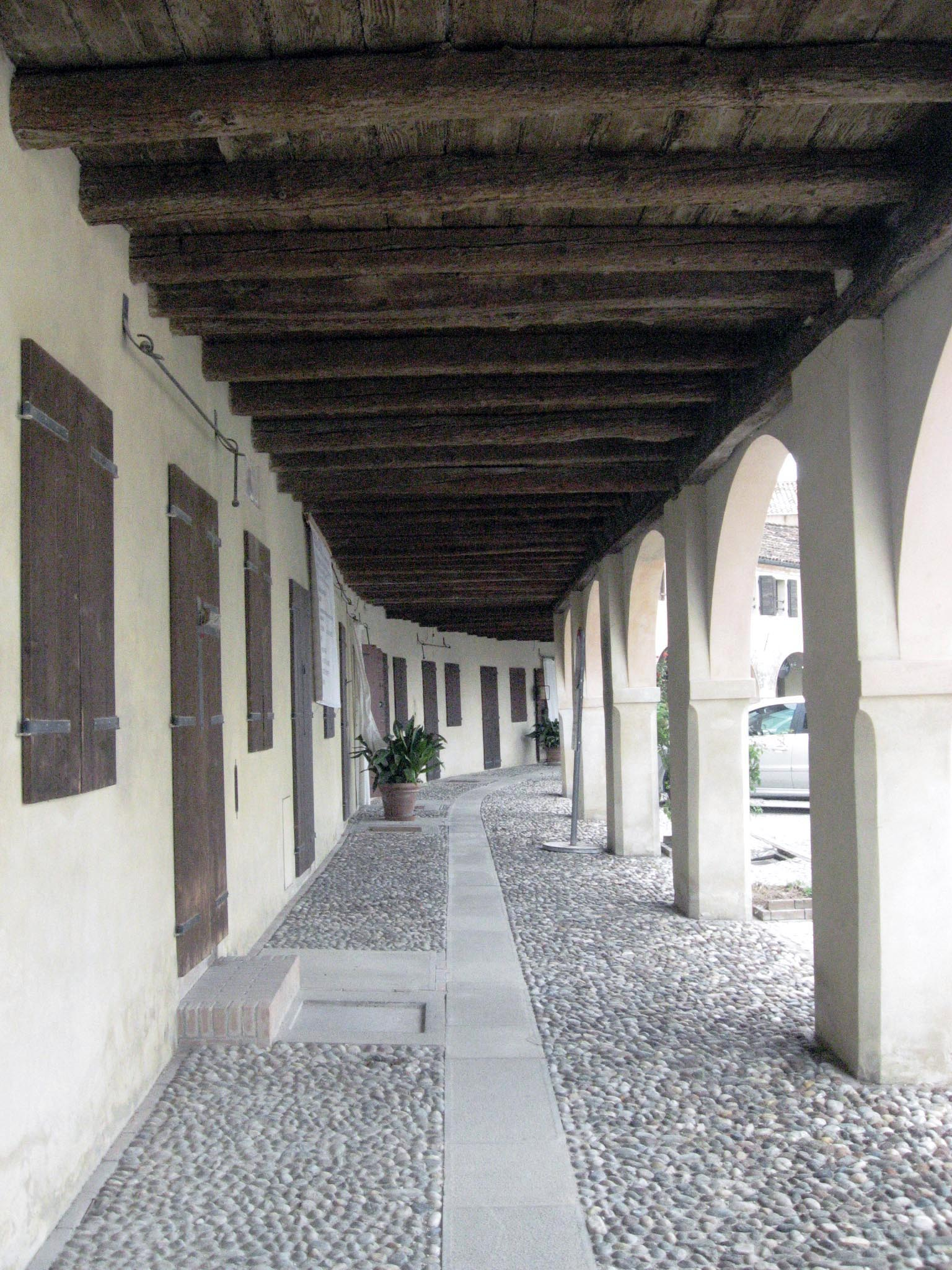
Particolare del porticato di levante

I patrizi Badoer possedevano proprietà a Zeruol di Sopra, come era allora denominata la località, sin dal 1566. Nel 1688 gli stessi nobili istituirono un mercato e le barchesse furono costruite per delimitarne l'area.
La datazione della Rotonda, che era solitamente riferita al 1756, è stata di molto anticipata in quanto compare già impostata in una mappa del 1714. Vista la destinazione d'uso, manteneva una netta autonomia rispetto alla casa domenicale della famiglia, che sorgeva più ad ovest.
Villa e barchesse passarono poi in eredità ai Marcello. La sera dell'8 giugno 1920 la villa fu distrutta dai contadini delle Leghe Bianche, protestando contro il conte Giuseppe Marcello, dirigente dell'Associazione Agraria, che non intendeva accettare i nuovi patti agrari.